# Elsa Piuselli
Elsa Piuselli fue una actriz de televisión, radio y teatro argentina.

## Carrera
En radio se hizo conocida en el medio radioteatral como fue su dupla junto a Horacio Torrado en Juan de la Calle.
En televisión encarnó papeles secundarios en telenovelas como Estación terminal  protagonizada por Raúl Aubel, Beatriz Día Quiroga, Stella Maris Closas y Nora Massi, El hombre que amo con Germán Kraus, Stella Maris Closas y Silvia Kutika, Sin marido junto a Patricia Palmer y Gustavo Garzón, Chau, amor mío con Soledad Silveyra y Arturo Puig, Rolando Rivas, taxista protagonizada por Claudio García Satur y Soledad Silveyra, entre muchas otras.
En 1959 integró la Compañía de Comedia Tita Merello - Eva Franco, con la que estrena la exitosa obre  Miércoles de ceniza del mexicano Luis Basurto. En el elenco también estaban Héctor Méndez, Ana Arneodo, Paula Darlán, Carlos Romero, Juan Carlos Palma y Menchu Quesada.

## Televisión[3]
- 1994: Tres minas fieles.
- 1992/1993: Princesa como la Mamá de Pili.
- 1992: Son de diez como Marta.
- 1991: Manuela.
- 1990: Rebelde como China.
- 1988: Amándote
- 1988: Sin marido como Corina.
- 1986: El hombre que amo.
- 1986: El lobo.
- 1986: Amor prohibido.
- 1984/1985: Tal como somos.
- 1984: Tal como somos.
- 1984: Lucía Bonelli como Esmeralda.
- 1983: Mi nombre es Lara como Carmen.
- 1981: Las 24 horas.
- 1981/1982: Teatro de Humor.
- 1981/1982: Aprender a vivir.
- 1981: Quiero gritar tu nombre.
- 1980: Estación Terminal como Adelina.
- 1979: Chau, amor mío como Élida.
- 1979: Se necesita una ilusión como Isabel.
- 1978: Vos y yo... toda la vida como Mariana.
- 1977: Pablo en nuestra piel como Verónica.
- 1973: Con odio y con amor como Elisa.
- 1973: Platea 7.
- 1972/1973: Rolando Rivas, taxista como Mazoca.
- 1971: Nacido para odiarte como Leocadia.
- 1970: El teleteatro de Alberto Migré.
- 1968/1969: Estrellita, esa pobre campesina como Laura.
- 1967: Ella...la gata.
- 1967: Lo mejor de nuestra vida... nuestros hijos.
- 1965: Su comedia favorita.

## Teatro
- 1975: Fray Mocho del 900.
- 1965: Estela de madrugada, con Fausto Aragón.
- 1959: Miércoles de ceniza.

## Radioteatro
- Juan de la Calle.